# Фалько Лангенхорст
Фалько Лангенхорст (нім. Falko Langenhorst; нар. 3 січня 1964 ) — професор аналітичної мінералогії мікро- та наноструктур в Єнському університеті .

## Наукова кар'єра
Лангенхорст здобував освіту в Вестфальському університеті Вільгельма в Мюнстері та в Університеті Юстуса Лібіха в Гіссені, де в 1993 році отримав ступінь доктора. Абілітацію він успішно захистив у 2000 році в університеті Байройта. З 2004 по 2008 рік очолював кафедру в університеті Єни. У лютому 2008 року він перейшов до університету Байройта, а в 2011 році повернувся до Єни.
Його дослідження зосереджені на трансмісійній та скануючій електронній мікроскопії, спектроскопії втрати енергії електронів, а також на ударних хвилях і регіональному метаморфізмі гірських порід.

## Нагороди
- 1993 Університетська премія за видатну докторську дисертацію, Університет Мюнстера
- 2003 Премія імені Віктора Моріца Гольдшмідта Німецького мінералогічного товариства
- 2004 Призначений членом Academia Europaea
- 2007 Премія імені Готфріда Вільгельма Лейбніца від Німецького дослідницького фонду